# Sindaci di Magdeburgo
Di seguito l'elenco cronologico dei sindaci di Magdeburgo e delle altre figure apicali equivalenti che si sono succedute nel corso della storia.

## Repubblica di Weimar (1918-1933)
| Sindaci (Oberbürgermeister) eletti dal Consiglio comunale (1918-1933) | Sindaci (Oberbürgermeister) eletti dal Consiglio comunale (1918-1933) | Sindaci (Oberbürgermeister) eletti dal Consiglio comunale (1918-1933) | Sindaci (Oberbürgermeister) eletti dal Consiglio comunale (1918-1933) | Sindaci (Oberbürgermeister) eletti dal Consiglio comunale (1918-1933) |
| Nominativo                                                            | Partito                                                               | Partito                                                               | Mandato                                                               | Mandato                                                               |
| Nominativo                                                            | Partito                                                               | Partito                                                               | Inizio                                                                | Fine                                                                  |
| --------------------------------------------------------------------- | --------------------------------------------------------------------- | --------------------------------------------------------------------- | --------------------------------------------------------------------- | --------------------------------------------------------------------- |
| Hermann Beims                                                         |                                                                       | Partito Socialdemocratico di Germania                                 | 1919                                                                  | 1931                                                                  |
| Ernst Reuter                                                          |                                                                       | Partito Socialdemocratico di Germania                                 | 1931                                                                  | 1933                                                                  |

## Germania nazista (1933-1945)
| Sindaci (Oberbürgermeister) nominati dal governo (1933-1945) | Sindaci (Oberbürgermeister) nominati dal governo (1933-1945) | Sindaci (Oberbürgermeister) nominati dal governo (1933-1945) | Sindaci (Oberbürgermeister) nominati dal governo (1933-1945) | Sindaci (Oberbürgermeister) nominati dal governo (1933-1945) |
| Nominativo                                                   | Partito                                                      | Partito                                                      | Mandato                                                      | Mandato                                                      |
| Nominativo                                                   | Partito                                                      | Partito                                                      | Inizio                                                       | Fine                                                         |
| ------------------------------------------------------------ | ------------------------------------------------------------ | ------------------------------------------------------------ | ------------------------------------------------------------ | ------------------------------------------------------------ |
| Fritz-August Wilhelm Markmann                                |                                                              | Partito Nazionalsocialista Tedesco dei Lavoratori            | 1933                                                         | 1945                                                         |

## Zona di occupazione sovietica/Repubblica Democratica Tedesca (1945-1990)
| Sindaci (Oberbürgermeister) nominati dal comando militare statunitense (1945) | Sindaci (Oberbürgermeister) nominati dal comando militare statunitense (1945) | Sindaci (Oberbürgermeister) nominati dal comando militare statunitense (1945) | Sindaci (Oberbürgermeister) nominati dal comando militare statunitense (1945) | Sindaci (Oberbürgermeister) nominati dal comando militare statunitense (1945) |
| Nominativo                                                                    | Partito                                                                       | Partito                                                                       | Mandato                                                                       | Mandato                                                                       |
| Nominativo                                                                    | Partito                                                                       | Partito                                                                       | Inizio                                                                        | Fine                                                                          |
| ----------------------------------------------------------------------------- | ----------------------------------------------------------------------------- | ----------------------------------------------------------------------------- | ----------------------------------------------------------------------------- | ----------------------------------------------------------------------------- |
| Otto Baer                                                                     |                                                                               | Partito Socialdemocratico di Germania                                         | 19 aprile 1945                                                                | settembre 1945                                                                |
| Sindaci (Oberbürgermeister) eletti dal Consiglio cittadino (1945-1990)        |                                                                               |                                                                               |                                                                               |                                                                               |
| Nominativo                                                                    | Partito                                                                       | Partito                                                                       | Mandato                                                                       | Mandato                                                                       |
| Nominativo                                                                    | Partito                                                                       | Partito                                                                       | Inizio                                                                        | Fine                                                                          |
| Rudolf Eberhard                                                               |                                                                               | Partito Socialdemocratico di Germania (1945-1946)                             | settembre 1945                                                                | 5 settembre 1950                                                              |
| Rudolf Eberhard                                                               | Partito Socialista Unificato di Germania (1946-1946)                          |                                                                               | settembre 1945                                                                | 5 settembre 1950                                                              |
| Philipp Daub                                                                  |                                                                               | Partito Socialista Unificato di Germania                                      | 5 settembre 1950                                                              | 1961                                                                          |
| Friedrich Sonnemann                                                           |                                                                               | Partito Socialista Unificato di Germania                                      | 1961                                                                          | 1965                                                                          |
| Werner Herzig                                                                 |                                                                               | Partito Socialista Unificato di Germania                                      | 1965                                                                          | 1989                                                                          |
| Werner Nothe                                                                  |                                                                               | Partito Socialista Unificato di Germania                                      | 1989                                                                          | 1990                                                                          |

## Repubblica Federale di Germania (dal 1990)
| Sindaci (Oberbürgermeister) eletti dal Consiglio cittadino (1990-2001)   | Sindaci (Oberbürgermeister) eletti dal Consiglio cittadino (1990-2001) | Sindaci (Oberbürgermeister) eletti dal Consiglio cittadino (1990-2001) | Sindaci (Oberbürgermeister) eletti dal Consiglio cittadino (1990-2001) | Sindaci (Oberbürgermeister) eletti dal Consiglio cittadino (1990-2001) | Sindaci (Oberbürgermeister) eletti dal Consiglio cittadino (1990-2001) | Sindaci (Oberbürgermeister) eletti dal Consiglio cittadino (1990-2001) |
| Nominativo                                                               | Partito                                                                | Partito                                                                | Mandato                                                                | Mandato                                                                | Elezione                                                               |                                                                        |
| Nominativo                                                               | Partito                                                                | Partito                                                                | Inizio                                                                 | Fine                                                                   | Elezione                                                               |                                                                        |
| ------------------------------------------------------------------------ | ---------------------------------------------------------------------- | ---------------------------------------------------------------------- | ---------------------------------------------------------------------- | ---------------------------------------------------------------------- | ---------------------------------------------------------------------- | ---------------------------------------------------------------------- |
| Wilhelm Polte                                                            |                                                                        | Partito Socialdemocratico di Germania                                  | 1990                                                                   | 2001                                                                   | –                                                                      |                                                                        |
| Sindaci (Oberbürgermeister) eletti direttamente dai cittadini (dal 2001) |                                                                        |                                                                        |                                                                        |                                                                        |                                                                        |                                                                        |
| Nominativo                                                               | Partito                                                                | Partito                                                                | Mandato                                                                | Mandato                                                                | Elezione                                                               |                                                                        |
| Nominativo                                                               | Partito                                                                | Partito                                                                | Inizio                                                                 | Fine                                                                   | Elezione                                                               |                                                                        |
| Lutz Trümper                                                             |                                                                        | Partito Socialdemocratico di Germania                                  | 2001                                                                   | 2008                                                                   | Elezione 2001                                                          |                                                                        |
| Lutz Trümper                                                             | 2008                                                                   | Partito Socialdemocratico di Germania                                  | 2015                                                                   | Elezione 2008                                                          |                                                                        |                                                                        |
| Lutz Trümper                                                             | 2015                                                                   | Partito Socialdemocratico di Germania                                  | in carica                                                              | Elezione 2015                                                          |                                                                        |                                                                        |